# Hans Hermann Griem

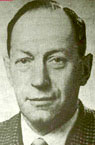
Hans Hermann Griem

Hans Otto Hermann Griem (* 12. Mai 1902 in Spandau; † 25. Juni 1971 in Hamburg) war  Lagerkommandant des Konzentrationslagers Ladelund, des KZ Husum-Schwesing, des KZ Hannover-Stöcken und des Emslandlagers Dalum (KZ Meppen-Dalum).

## Biographie
Griem wurde am 12. Mai 1902 in Berlin als Sohn des Uhrmacher Karl Griem und dessen Ehefrau Frieda, geb. Breust (Hausfrau) geboren. Er war mit Erna Griem, geb. Heiligenberg, verheiratet, mit der er zwei Kinder hatte (* ca. 1939 und * ca. 1941). Die Ehe wurde später geschieden.
Nach der Volksschule schloss Griem eine Lehre als Mechaniker ab. Zum 1. Oktober 1930 trat er in die Nationalsozialistische Deutsche Arbeiterpartei ein (Mitgliedsnummer 319.125). Ab 1933 war er Mitglied der Allgemeinen SS (Mitgliedsnummer 15.390). Anfang 1940 wurde er in die 5. Kompanie der 12. SS-Totenkopf-Standarte eingezogen. Seine Grundausbildung absolvierte er im deutsch besetzten Litzmannstadt. Im Sommer 1940 sollte die Einheit nach Norwegen verlegt werden, wurde jedoch in Hamburg gestoppt, um im KZ Neuengamme die Lagerbewachung zu übernehmen. Er war dort von 1940 bis 1943 eingesetzt. In den folgenden Jahren war er auch im KZ Dachau tätig. 1944 wurde Griem SS-Untersturmführer und 1943/44 zeitweise Kommandant der „Accumulatoren-Fabrik Hannover-Stöcken“, eines Außenlagers des KZ Neuengamme.
Ab September 1944 war er Kommandant des KZ-Außenlagers Husum-Schwesing und ab November 1944 Kommandant des KZ Ladelund. Griem hatte Freude an sadistischen Quälereien und erschoss mehrere Häftlinge. Der ehemalige Häftling Abbé Pierre Jorand berichtete über einen Appell: „Ein Pfiff gibt das Zeichen. Die Männer kommen angelaufen. Der Kommandant, dessen violettes Gesicht seine Trunkenheit verrät, stellt fest, daß sie sich nicht schnell genug in Reih und Glied aufstellen. Ohne Zweifel deswegen lädt er seinen Revolver und schießt ziellos in die Menge. Zwölf Kameraden werden ernsthaft verletzt.“ Er war häufig angetrunken und unterschlug Lebensmittel. Nach der Auflösung des KZ Ladelund war er bis März 1945 Kommandant des KZ-Außenlagers Dalum. 
1945 nahmen die Briten Griem fest. Als ihm und anderen Beschuldigten 1947 der Prozess in Hamburg gemacht werden sollte, gelang es ihm kurz vor Beginn der Gerichtsverhandlung zu fliehen. Die Ermittlungen wurden erst im Jahre 1963 durch die Staatsanwaltschaft Flensburg aufgrund einer Anzeige wieder aufgenommen. Der Aufenthaltsort Griems, der sich in Hamburg-Bergedorf niedergelassen hatte, wurde jedoch erst 1965 ausfindig gemacht, obwohl er unter seinem richtigen Namen dort lebte. Hierauf übernahm die Staatsanwaltschaft Hamburg das Verfahren und begann mit systematischen Ermittlungen gegen Griem. Am 16. Januar 1969 eröffnete das Landgericht Hamburg die gerichtliche Voruntersuchung gegen Griem. Ihm wurde zur Last gelegt: „Erschießung von Häftlingen im KZ-Neuengamme im Jahre 1943 ... Hinrichtung eines Häftlings in Neuengamme ... Tötung von 50 Häftlingen in Neuengamme oder seinen Außenlagern ... Tötung von 12 Häftlingen im Außenlager Dalum ... Erschießung von 2 oder 3 Häftlingen im Außenlager Husum.“ Kurz vor Beginn des Prozesses starb Griem am 25. Juni 1971 in Hamburg-Bergedorf.